# El planeta milagroso
El Planeta Milagroso (地球大紀行, Chikyû Daikikô, más conocido bajo el título internacional The Miracle Planet) es una serie de doce documentales producidos por NHK(Japón), Antenne 2(Francia), Korean Broadcasting System(Corea del Sur), KCTS Associations(Estados Unidos), TCN Channel 9 Pty. Ltd.(Australia), RAI(Italia), TVE(España), Veronica Omroep Organisatie (Holanda) y TV Ontario(Canadá).
Producido originalmente en Japón en 1987 por NHK, la serie es rápidamente exportada a numerosos países (14), entre ellos España en 1989, y gana un premio internacional otorgado por la JASRAC.

## Presentación
El Planeta Milagroso aborda diversos temas en torno a los orígenes de la Tierra y de la vida que se forma en ella. La serie sigue un desarrollo coherente, con una introducción y una conclusión que lleva a la reflexión sobre la importancia de preservar nuestro bello planeta.

## Emisiones
- Lista de emisiones:[3]

1. Al principio, el tercer planeta: la formación de la Tierra hace 4.600 millones de años (escrito y dirigido por Naoji Ono)
2. El enfriamiento de la Tierra: conformando los continentes y las zonas marinas (escrito y dirigido por Hirohiko Sano)
3. El origen del oxígeno: elemento indispensable para todos los organismos vivos (escrito y dirigido por Shiro Takenaka)
4. La aparición de la vida: la absorción del dióxido de carbono y la liberación del oxígeno (escrito y dirigido por Masaru Ikeo)
5. La formación de los continentes: los efectos de la actividad interna de la Tierra (escrito y dirigido por Takashi Nakazato)
6. Los bosques: su origen y las graves consecuencias de la desforestación (escrito y dirigido por Masaru Ikeo)
7. La desaparición de los dinosaurios: las teorías más extendidas y los desastres en cadena que acabaron con su vida (escrito y dirigido por Shiro Takenaka)
8. Los glaciares: las causas de las glaciaciones y los rastros que dejaron al retirarse (escrito y dirigido por Haruo Sakitsu)
9. Los desiertos: el avance de la desertización en nuestro planeta (escrito y dirigido por Nabuo Isobe)
10. Los volcanes: su formación, actividad y creación de recursos naturales (escrito y dirigido por Yukio Yamada)
11. La atmósfera: estudio sobre las diferentes capas de nuestro escudo protector (escrito y dirigido por Naoji Ono)
12. La Tierra se queja: la influencia del hombre sobre la vida en nuestro planeta (escrito y dirigido por Shiro Takenaka)

Cada programa tiene una duración de entre 50 y 60 minutos.
Narración en español por José Martínez Blanco.

## Música
La música, de inspiración electrónica, easy-listening y new-age, fue compuesta por Yoichiro Yoshikawa, The Gavin Wright & Astate Orchestra
y Kiyohiko Senba.

## Publicación
La serie completa salió a la venta en España en formato VHS en 1990(distribuido por VTF Multimedia y Video Color 48) y en 1997( Divisa D.L.).